# Ringicula gianninii
Ringicula gianninii is een slakkensoort uit de familie van de Ringiculidae. De wetenschappelijke naam van de soort is voor het eerst geldig gepubliceerd in 1974 door Nordsieck.